# Județ de Prahova
Prahova est un județ de Roumanie en Valachie, dans l'ancienne province de Grande Valachie ou Munténie, dans la région de développement sud.
En 2017, le président du județ est Bogdan Toader (PSD) et sa préfète Mădălina Ioana Lupea.
Son chef-lieu est Ploiești.

## Géographie
Le județ de Prahova est situé dans la zone de contact entre la Grande plaine roumaine et les Carpates.
Ses limites :
- au nord, par le județ de Brașov
- à l'est, par le județ de Buzău
- au sud-est, par le județ de Ialomița
- au sud, par le județ d'Ilfov
- à l'ouest, par le județ de Dâmbovița.

Il a une extension territoriale de 4 716 km2, ce qui représente 2 % du territoire national.

### Relief

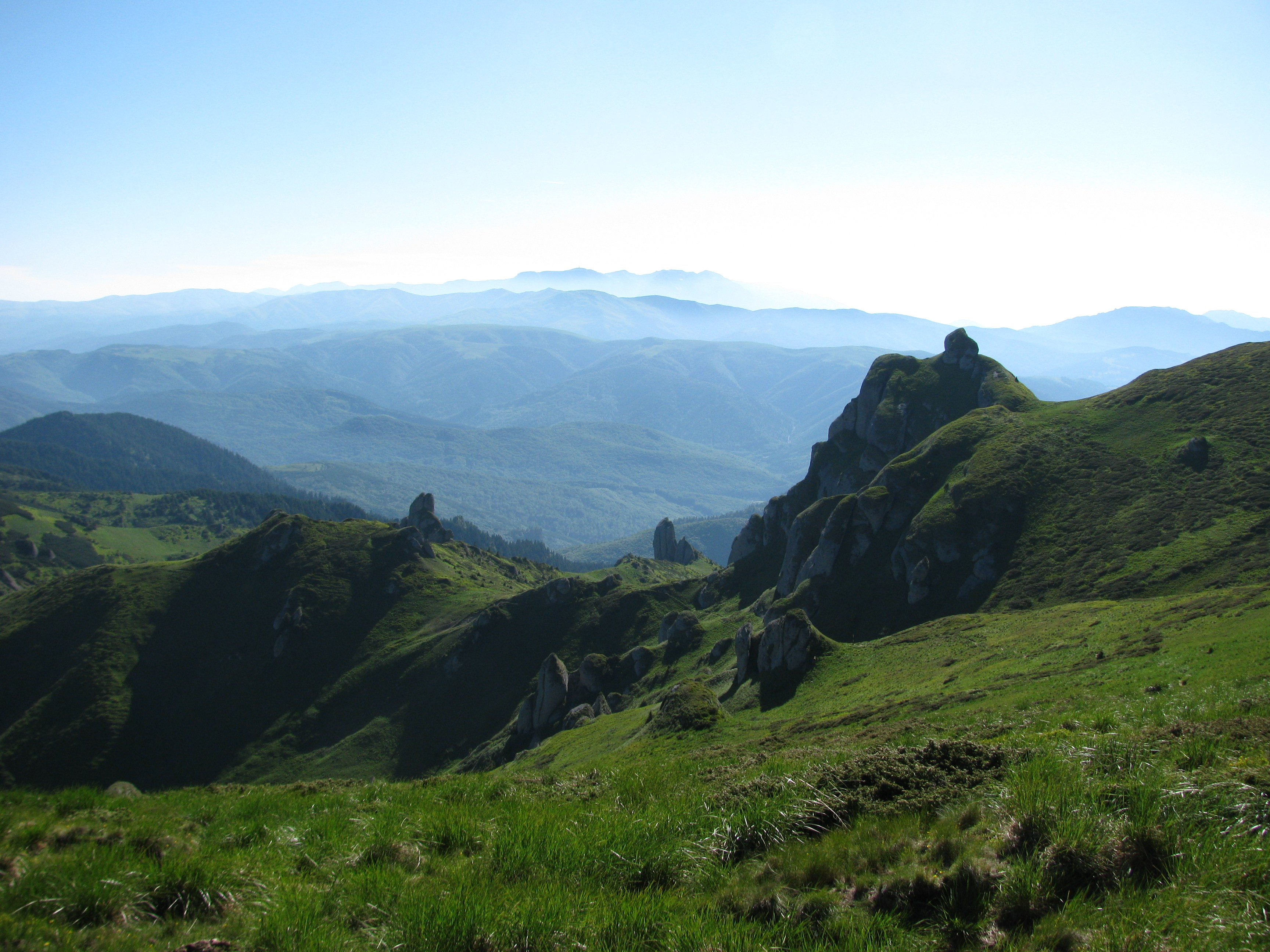
Les Monts Ciucaș

Le relief du județ de Prahova est divisé en parties égales entre les montagnes, les collines et la plaine.
Dans le nord on trouve les montagnes, tout d'abord à l'est les monts Ciucaș, appartenant à l'extrémité sud des Carpates orientales et culminant à 1 954 m. Les autres ensembles de montagnes sont les monts Bucegi (culminant à 2 505 m au mont Omu), qui appartiennent aux Alpes de Transylvanie. Les deux ensembles montagneux sont séparés par la vallée de la Prahova, principale voie de communication entre Valachie et Transylvanie. En se dirigeant vers le sud, on trouve d'abord un relief de collines avant d'entrer dans la partie nord-ouest de la plaine roumaine.

### Cours d'eau
La principale rivière qui coule dans le județ est celle qui lui donne son nom, la Prahova, sous-affluent du Danube par la Ialomița. Elle prend sa source dans les Carpates et coule vers le sud-est, recevant plusieurs affluents sur sa rive gauche, parmi lesquels la Doftana, la Teleajen et le Cricovul Sărat.

## Histoire
Le județ de Prahova figure dès le XVe siècle sur les anciennes cartes de la Valachie (une des deux Principautés danubiennes). Il est une subdivision administrative de la Valachie de 1330 à 1859, de la Principauté de Roumanie de 1859 à 1881, du Royaume de Roumanie de 1881 à 1948, puis, dans ses limites actuelles (très proches des précédentes) de la République socialiste de Roumanie de 1968 à 1989, puis de la Roumanie depuis 1990. Comme toute la Roumanie, le territoire du județ a subi les régimes dictatoriaux carliste, fasciste et communiste de février 1938 à décembre 1989, mais connaît à nouveau la démocratie depuis 1990. Initialement il était gouverné par un jude (à la fois préfet et juge suprême) nommé par les hospodars de Valachie, puis par un prefect choisi par le premier ministre et nommé par le roi jusqu'en 1947, puis par le secrétaire général județean (départemental) de la section locale du Parti communiste roumain, choisi par le Comité central, et enfin, depuis 1990, à nouveau par un prefect assisté d'un président du conseil județean (départemental) élu par les conseillers, eux-mêmes élus par les électeurs.
Le premier souverain Carol Ier de Roumanie y fait construire sa résidence de Peleș à Sinaia.
Après la découverte de gisements de pétrole autour de Ploiești à la fin du XIXe siècle, le județ connaît un grand développement industriel qui se poursuit durant tout le XXe siècle. Pendant la Seconde Guerre mondiale, les raffineries de pétrole et la ville de Ploiești subissent d'ailleurs de nombreux bombardements et sont l'enjeu de sanglantes batailles entre la Wehrmacht d'un côté, et les armées Rouge et roumaine de l'autre. L'industrialisation se poursuit sous la dictature communiste et la population du județ augmente de manière notable.
En 1930, le județ de Prahova, d'une superficie de 5 040 km2 (soit un peu plus qu'à l'heure actuelle), avait une population de 477 750 habitants (densité : 94,7 hab/km2). 95,6 % des habitants sont Roumains, 1,5 % sont Tsiganes, 0,9 % sont Juifs, 0,8 % sont Hongrois et 0,7 % sont Allemands. Il est alors composé de sept villes : Ploiești, Sinaia, Slănic, Vălenii de Munte, Câmpina, Filipești-Târg, Urlați et de sept arrondissements ruraux : Câmpina, Drăgănești, Filipești de Padure, Ploiești, Sinaia, Urlați, Vălenii de Munte. La population urbaine (105 098 personnes) est à 88,8 % roumaine, à 3,5 % juive, à 1,9 % hongroise, à 1,7 % allemande et à 1,4 % tsigane.

## Politique
| Parti | Parti                                                                       | Sièges |
| ----- | --------------------------------------------------------------------------- | ------ |
|       | Parti national libéral-Alliance 2020 USR-PLUS (PNL-USR-PLUS)                | 17     |
|       | Parti social-démocrate-Pro Romania-Parti du pouvoir humaniste (PSD-PRO-PPU) | 11     |
|       | Alliance des libéraux et démocrates (ALDE)                                  | 3      |
|       | Parti Mouvement populaire (PMP)                                             | 3      |
|       | Parti Prahova en action (PPA)                                               | 2      |

## Démographie
Le județ de Prahova est une région où les populations urbaines (414 872 personnes, 50,5 %) et rurales (406 141 personnes, 49,5 %) s'équilibrent.
Le județ de Prahova a une composition ethnographique homogène. La seule minorité notable est la population tsigane.
En 2002, la répartition ethnique de la population du județ s'établit comme suit :
- Roumains, 811 194 personnes, soit 97,74 % ;
- Tsiganes, 16 781 personnes, soit 2,02 % ;
- Hongrois, 665 personnes, soit 0,07 % ;
- Allemands, 291 personnes, soit 0,03 % ;
- Turcs, 147 personnes, soit 0,01 % ;
- Grecs, 145 personnes, soit 0,01 %.

Si l'on prend en compte la langue maternelle des habitants, la majorité roumaine est encore plus écrasante puisque 822 687 personnes, soit 99,12 % des habitants du județ déclarent le roumain comme langue maternelle. Ils sont 5 899, soit 0,71 %, à déclarer le romani, 577 (0,06 %) à déclarer le hongrois et 181 (0,02 %) à déclarer l'allemand.

### Religions
En 2002, la répartition religieuse des différentes communautés du județ est la suivante :
- Orthodoxes, 97,21 % ;
- Adventistes du septième jour, 0,67 % ;
- Pentecôtistes, 0,59 % ;
- Chrétiens évangéliques, 0,54 % ;
- Catholiques romains, 0,28 % ;
- Baptistes, 0,14 %.

## Économie
Le județ, bénéficiaire de nombreux investissements, présente une économie florissante.
L'agriculture y est prospère (3 % de la production du pays) et emploie 86 000 personnes. Elle peut disposer de 145 744 ha de terres arables, partagées entre céréales, vigne, légumes, cultures industrielles, fourrages.
L'industrie du județ a été longtemps axée sur l'exploitation des champs pétrolifères. Les réserves sont presque épuisées de nos jours et suffisent à peine à la consommation locale. Les très nombreux investissements étrangers, ainsi que la bonne situation géographique du județ au centre du pays et son bon réseau de communications (nœud ferroviaire de Ploiești), lui ont permis d'accueillir de nombreuses entreprises et la reconversion industrielle s'effectue de manière assez satisfaisante.
L'industrie emploie 115 000 personnes pour 8 % de la production industrielle du pays dans
- l'industrie pétrochimique ;
- les industries chimiques ;
- l'industrie du caoutchouc et des pneumatiques ;
- les industries mécaniques ;
- les industries agro-alimentaires ;
- l'industrie textile.

## Transports

### Routes
2 221 km de routes parcourent le județ (294 km de routes nationales).
Le județ est traversé par plusieurs itinéraires nationaux. Le plus important d'entre eux est la nationale DN1 (Route européenne 60), autoroutière entre Bucarest et Ploiești, qui poursuit vers le nord-ouest dans la vallée de la Prahova en direction de Brașov et de la Transylvanie.
Les autres routes nationales sont les suivantes :
- la DN1B Ploiești-Buzău ;
- la DN1D Ploiești-Urziceni ;
- la DN1A Ploiești-Buftea-Bucarest vers le sud et Ploiești-Vălenii de Munte-Săcele-Brașov vers le nord ;
- la DN72 Ploiești-Târgoviște ;
- la DN71 Sinaia-Târgoviște.

### Voies ferrées
Ploiești est un très important nœud ferroviaire. Plusieurs lignes des Chemins de Fer Roumains (Chemins de fer roumains) y convergent, notamment les lignes magistrales :
- 300 Bucarest-Ploiești-Câmpina-Sinaia-Brașov-Oradea ;
- 500 Bucarest-Ploiești-Buzău-Suceava ;
- 1000 Bucarest-Ploiești.

Autres lignes :
- Ploiești-Urziceni ;
- Ploiești-Vălenii de Munte ;
- Ploiești-Plopeni-Slănic ;

### Aéroport
Le județ ne dispose pas d'aéroport mais l'aéroport de Bucarest-Henri-Coandă n'est qu'à 45 km au sud de Ploiești.

## Liste des municipalités, villes et communes

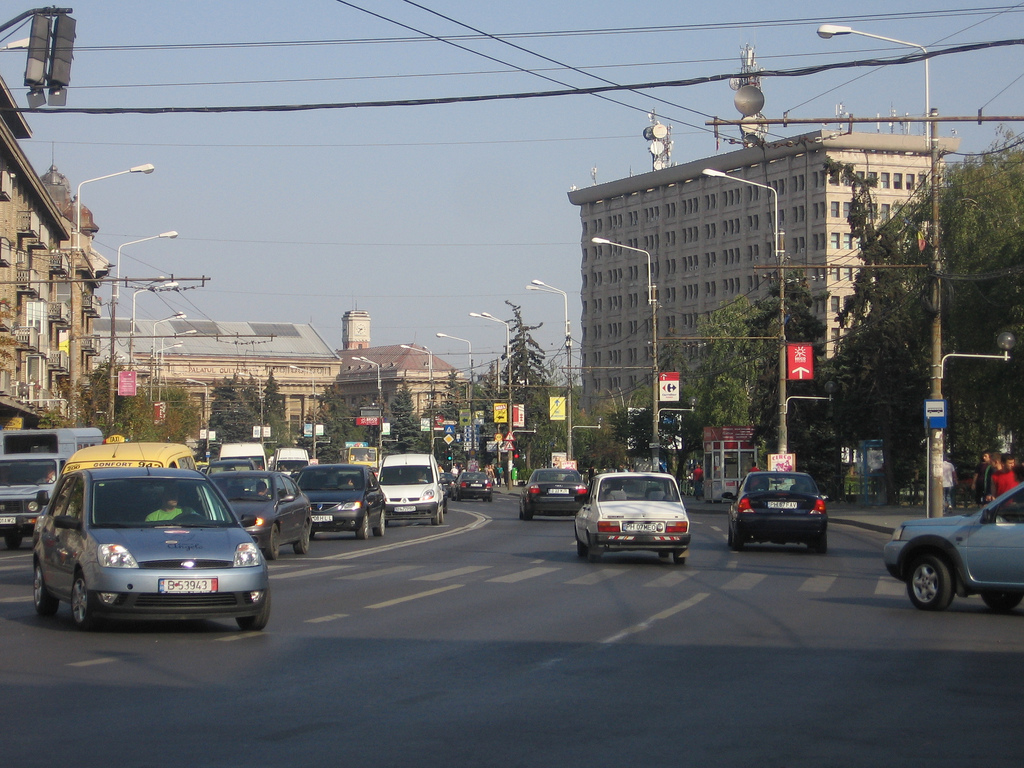
La Place de la Victoire à Ploiești

Le județ est composé de deux municipalités, 12 villes et 90 communes.

### Municipalités
(population en 2007)
- Ploiești (230 240)
- Câmpina (38 017)

### Villes
(population en 2007)
- Azuga (5 028)
- Băicoi (19 703)
- Boldești-Scăeni (11 315)
- Breaza (17 681)
- Bușteni (10 131)
- Comarnic (13 214)
- Mizil (16 319)
- Plopeni (9 582)
- Sinaia (11 935)
- Slănic (6 750)
- Urlați (11 430)
- Vălenii de Munte (13 527)

### Communes
- Adunați
- Albești-Paleologu
- Aluniș
- Apostolache
- Ariceștii Rahtivani
- Ariceștii Zeletin
- Baba Ana
- Balta Doamnei
- Bălțești
- Bănești
- Bărcănești
- Bătrâni
- Berceni
- Bertea
- Blejoi
- Boldești-Gradiștea
- Brazi
- Brebu
- Bucov
- Călugăreni
- Cărbunești
- Ceptura
- Cerașu
- Chiojdeanca
- Ciorani
- Cocorăștii Colț
- Cocorăștii Mislii
- Colceag
- Cornu
- Cosminele
- Drajna
- Drăgănești
- Dumbrava
- Dumbrăvești
- Fântânele
- Filipeștii de Pădure
- Filipeștii de Târg
- Florești
- Fulga
- Gherghița
- Gorgota
- Gornet
- Gornet-Cricov
- Gura Vadului
- Gura Vitioarei
- Iordăcheanu
- Izvoarele
- Jugureni
- Lapoș
- Lipănești
- Măgurele
- Măgureni
- Măneciu
- Mănești
- Olari
- Păcureți
- Păulești
- Plopu
- Podenii Noi
- Poiana Câmpina
- Poienarii Burchii
- Posești
- Predeal-Sărari
- Provița de Jos
- Provița de Sus
- Puchenii Mari
- Râfov
- Salcia
- Sălciile
- Sângeru
- Scorțeni
- Secăria
- Starchiojd
- Surani
- Șirna
- Șoimari
- Șotrile
- Ștefești
- Talea
- Tătaru
- Târgșoru Vechi
- Teișani
- Telega
- Tinosu
- Tomșani
- Vadu Săpat
- Valea Călugărească
- Valea Doftanei
- Vărbilău
- Vâlcănești

## Culture
Le județ dispose de 28 musées, 853 monuments historiques, 400 bibliothèques (4 700 000 volumes).
Un théâtre National et un Orchestre Philharmonique fonctionnent à Ploiești.

## Tourisme

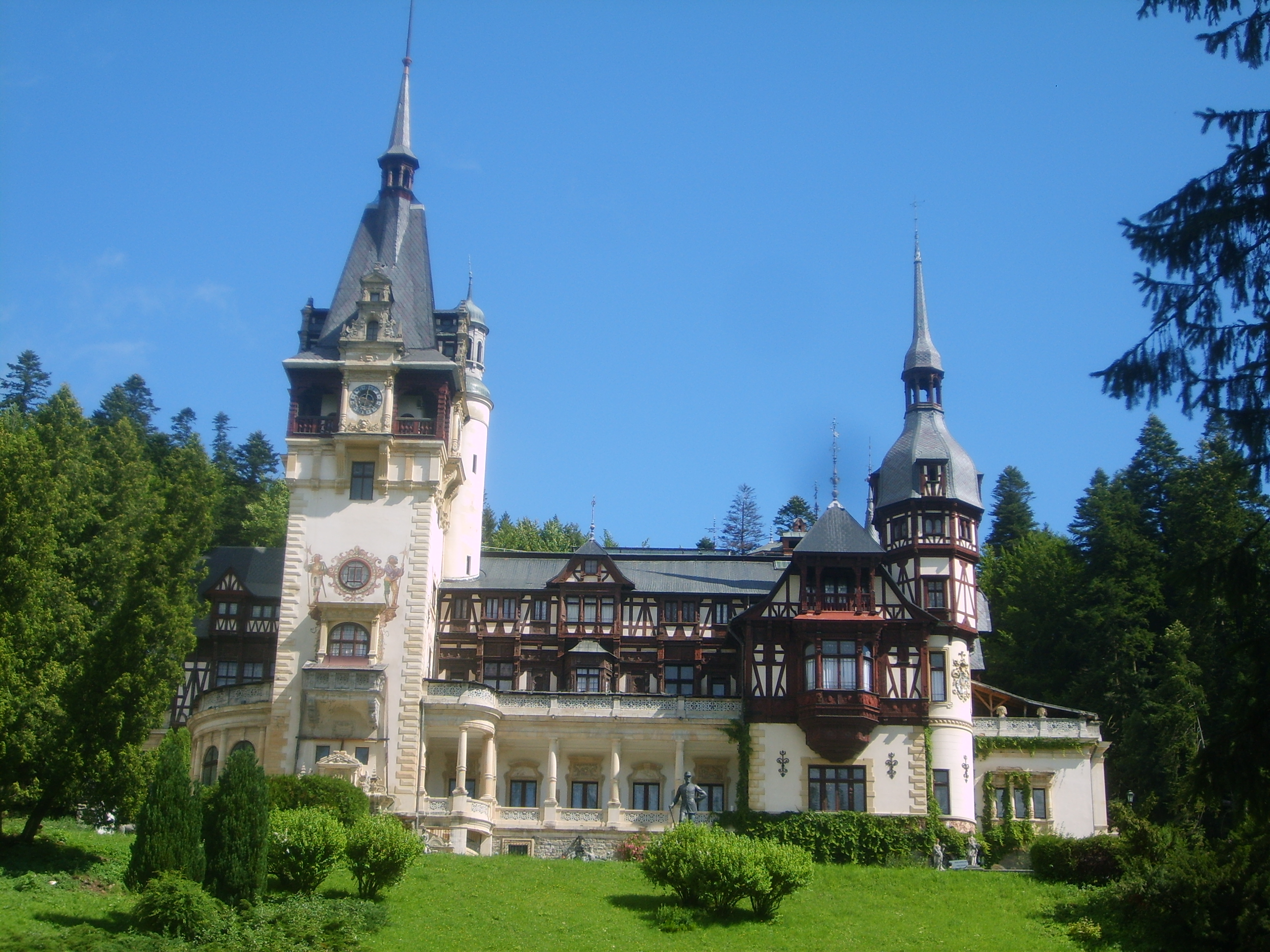
Le château royal de Peleș à Sinaia

Le vallée de la Prahova est une zone de grand potentiel de développement touristique et dispose d'une importante infrastructure. Les principales destinations touristiques de ce secteur sont :
- dans la vallée de la Prahova :
  - la station de Sinaia ;
  - la station de Bușteni ;
  - la station d'Azuga ;
  - les Monts Bucegi ;

- dans la vallée de la rivière Teleajen :
  - la station de Vălenii de Munte ;
  - Cheia ;
  - Slănic ;
  - les Monts Zăganul ;
  - Les Monts Ciucaș ;

- dans la vallée de la rivière Doftana :
  - Valea Doftanei ;
  - les Monts Gârbova ;

- la ville de Ploiești